# Camila Macaya
Camila Paz Macaya (* 3. September 1990) ist eine chilenische Badmintonspielerin. 

## Karriere
Camila Macaya wurde 2012 und 2013 nationale chilenische Meisterin. Bei den Badminton-Südamerikameisterschaften gewann sie 2012–2014 jeweils die Bronzemedaille. 2012 siegte sie bei den Argentina International. Weitere Podestplatzierungen erkämpfte sie sich bei den Colombia International 2010, den Venezuela International 2012, den Mercosul International 2013 und den Venezuela International 2013.